# (35804) 1999 JK41
1999 JK41 (asteroide 35804) é um asteroide da cintura principal. Possui uma excentricidade de 0.07844830 e uma inclinação de 4.49630º.
Este asteroide foi descoberto no dia 10 de maio de 1999 por LINEAR em Socorro.